# Ellen Roggenbuck
Ellen Roggenbuck (* 21. Februar 1956 in Hannover) ist eine deutsche Juristin und war von 2002 bis 2020 Richterin am Bundesgerichtshof.
Nach Abschluss ihrer juristischen Ausbildung trat sie 1981 in den höheren Justizdienst des Landes Niedersachsen ein. Im Anschluss an eine dreijährige Verwendung als Proberichterin beim Landgericht Hildesheim, dem Amtsgericht Rinteln und der Staatsanwaltschaft Bückeburg wurde sie im April 1984 zur Richterin am Landgericht Hildesheim ernannt. Von November 1990 bis September 1993 war sie als wissenschaftliche Mitarbeiterin an den Bundesgerichtshof abgeordnet. Im September 1993 wurde sie zur Richterin am Oberlandesgericht Celle ernannt.
Am 5. November 2002 wurde Roggenbuck zur Richterin am Bundesgerichtshof ernannt und dort dem 2. Strafsenat zugewiesen. Zum Jahr 2011 wechselte sie in den 4. Strafsenat, welchem sie nach wie vor angehört. Zusätzlich gehört sie seit 2008 dem Senat für Anwaltssachen an und ist seit 2011 Vertreterin des Anwaltssenats in den Großen Senaten und im Gemeinsamen Senat der Obersten Gerichtshöfe des Bundes. Mit Ablauf des 30. Juni 2020 trat Roggenbuck in den Ruhestand ein.